# 金膺禹
金膺禹（1848年6月17日—1878年10月4日），朝鮮王朝平安南道農民领袖，为朝鲜民主主义人民共和国建国领导人金日成的曾祖父。

## 生涯
金膺禹生於1848年6月17日，其家族世代在平壤中城里從事小作農業，幼年即從事農耕，1860年代移住萬景臺居住，為兩班地主李平澤家守墓。
他被朝鲜民主主义人民共和国的历史学家視為舍门将军号事件義兵部隊首領。但国际上无法找到有关证据。
1878年旧曆10月4日，30歲時去世。

## 家系
- 金膺禹一家先世居住在全州，10代前的祖先金繼祥從全羅南道移民至咸鏡道，後再移民平安南道萬景臺居住。
- 養父：金松齡（김송령）（1810年 - 1899年3月12日）
- 養母：羅氏（라씨）（1811年 - 1897年1月23日）
- 本人：金膺禹（김응우）（1848年6月17日-1878年10月4日）
- 妻：李氏?（리씨?）
- 子：金輔鉉
- 孫：金亨稷
- 曾孫：金日成
- 玄孫：金正日
- 來孫：金正恩